# Jean-Yves Dusserre
Pour les articles homonymes, voir Dusserre.
Jean-Yves Dusserre, né le 1er janvier 1953 à Gap et mort le 27 décembre 2014 à Chabottes, est un homme politique français, membre de l'UMP.

## Biographie
Commerçant de profession, il est élu conseiller municipal de Chabottes, dans les Hautes-Alpes en 1977, commune dont il est maire de 1979 à 2008, puis premier adjoint. Il est également président de la communauté de communes du Champsaur de 2001 à sa mort. Conseiller général des Hautes-Alpes, élu dans le canton de Saint-Bonnet-en-Champsaur à partir de 1992, il est premier vice-président de 2001 à 2004 et devient président du Conseil général des Hautes-Alpes le 20 mars 2008.
Suppléant du député Patrick Ollier 1988 à 2002, il préside également le Conseil d'architecture, d'urbanisme et d'environnement des Hautes-Alpes (CAUE) de 1993 à 2008.
En 2011, il est réélu dès le premier tour dans son canton et reconduit dans ses fonctions de président du Conseil général.
Il est élu sénateur des Hautes-Alpes le 28 septembre 2014 et prend ses fonctions le 1er octobre suivant.
Il meurt le 27 décembre 2014, des suites d'une longue maladie. C'est sa suppléante Patricia Morhet-Richaud qui prend son mandat le 28 décembre 2014.